# Covas (Tábua)
Covas is een plaats (freguesia) in de Portugese gemeente Tábua en telt 1196 inwoners (2001).